# مرض مجرى الهواء التفاعلي
مرض مجرى الهواء التفاعلي هو تسمية غير رسمية يطلقها الأطباء على الأمراض التي تسبب أعراض مشابهة للربو، ولا يوجد تعريف دقيق للمرض. يملك الأفراد المصابون بمرض مجرى الهواء التفاعلي عادةً قصة مرضية لنوبات سابقة من الأزيز والسعال وضيق النفس وإفراز البلغم. قد تكون تلك النوبات ناجمة عن الربو أو غيره من الأمراض التفاعلية/ الارتكاسية. يوجد طيف من الأعراض ونذكر منها -على سبيل المثال لا الحصر- ما يلي: السعال وضيق النفس والإفراز المفرط للمخاط في القصبات وتورم الغشاء المخاطي القصبي و/ أو القصبات مفرطة الحساسية. يطلق الأطباء مصطلح مرض مجرى الهواء التفاعلي عندما يترددون في تشخيص مريض ما بالربو رسميًا، ويشيع هذا الاستخدام في طب الأطفال بشكل رئيسي. يستخدم بعض الأطباء مصطلحي مرض مجرى الهواء التفاعلي والربو بشكل مترادف، ولكن ما يزال هذا الاستخدام موضع جدل.
ما يزال استخدام هذه التسمية في مجال الرعاية الصحية موضع جدل، ويعزى ذلك إلى تعريفها الغامض. لا يعتبر المرض تشخيص سريري حقيقي معترف به؛ فمعناه متقلب ومربك وقد يقود للتشخيص الخاطئ داخل المجتمع الطبي. يوجد مخاوف تتعلق بالمعالجة المفرطة أو المعالجة القاصرة للمرض بين الأطباء بسبب قلة رسمية التسمية. يوجد مشكلات أخرى يواجهها العاملون في مجال الرعاية الصحية عند استخدام التسمية؛ كعدم وجودها ضمن التصنيف الإحصائي الدولي للأمراض والمشاكل المتعلقة بالصحة مثلًا، وهذا قد يؤدي إلى مشاكل في حساب الفواتير في المستشفيات وغيرها من مرافق الرعاية الصحية، وإلى خلق شعور مزيف بالأمان عند استخدامه كتشخيص.
يمكن الخلط بين مرض مجرى الهواء التفاعلي ومتلازمة خلل المجاري الهوائية التفاعلي، وهو اضطراب شبيه بالربو ينجم عن التعرض العالي للأبخرة و/ أو الدخان. على عكس مرض مجرى الهواء التفاعلي، تعترف مجتمعات متعددة بمتلازمة خلل المجاري الهوائية التفاعلي باعتبارها متلازمة سريرية حقيقية، ومن هذه المجتمعات نذكر: جمعية الصدر الأمريكية والكلية الأمريكية لأطباء الصدر.

## متلازمة خلل المجاري الهوائية التفاعلي
يختلف مرض مجرى الهواء التفاعلي (واختصاره الإنجليزي RAD) عن متلازمة خلل المجاري الهوائية التفاعلي (واختصاره الإنجليزي RADS) على الرغم من تشابه الاختصارين.
عرف ستيوارت ميريل بروكس وزملائه في عام 1985 متلازمة خلل المجاري الهوائية التفاعلي لأول مرة باعتبارها متلازمة شبيهة بالربو تتطور بعد تعرض واحد لمستويات عالية من أبخرة أو أدخنة أو أغبرة مهيجة أو مخرشة. قد تظهر المتلازمة عند البالغين بعد التعرض لمستويات عالية من الكلور أو الأمونيا أو حمض الخليك أو ثئاني أكسيد الكبريت، وحينها سيعاني المرضى من أعراض شبيهة بالربو. تختلف هذه الأعراض من خفيفة إلى مميتة، وقد تسبب تلف طويل الأمد لمجرى الهواء اعتمادًا على مقدار التعرض وعلى تركيز الكلور. قد يكون اختبار فرط تفاعل المجاري الهوائية المحرض بالميثاكولين إيجابي لدى المرضى المصابين بالمتلازمة، ومع ذلك، قد تكون اختبارات وظائف الرئة الأخرى طبيعية. يصنف بعض الخبراء المتلازمة باعتبارها ربو مهني. يجب أن يتلقى المرضى الذين يتعرضون للمواد المهيجة العلاج للتخفيف من الآثار الضارة. يشبه علاج المتلازمة العلاج المستخدم في اضطرابات الاستنشاق الحاد للمواد المهيجة. تشكل الحساسية الموجودة مسبقًا عامل خطر لتطوير متلازمة خلل المجاري الهوائية التفاعلي.
قد تحدث المتلازمة بعد التعرض لمرة واحدة فقط للمواد المستنشقة وبدون أي حساسية مسبقة، ويشكل هذا الفرق الرئيسي بين مرض مجرى الهوائي التفاعلي والمتلازمة. تشابه أعراض المتلازمة أعراض الربو، ولكن العملية المرضية للأولى قد تكون قابلة للتلاشي. يدعي بعض الأطباء أن المتلازمة ليست مرض حقيقي، ومع ذلك، الاعتراف الرسمي بها أكبر مقارنة بمرض مجرى الهواء التفاعلي. تعتبر جمعية الصدر الأمريكية والكلية الأمريكية لأطباء الصدر من المؤسسات التي تعترف بالمتلازمة.